# Carex callista
Pour les articles homonymes, voir Callista (homonymie).
Espèce
Classification phylogénétique
Carex callista est une espèce de plantes du genre Carex et de la famille des Cyperaceae.